# 瀧川鯉昇
瀧川 鯉昇（たきがわ りしょう）は、落語の名跡。鯉昇という名跡は数名が名乗っているが、代数は数えられていない。
- 瀧川鯉昇 - 後：二代目柳亭左龍
- 滝亭鯉昇 - 後：七代目三笑亭可楽

瀧川 鯉昇（1953年2月11日 - ）は、静岡県浜松市出身の落語家、俳優。落語芸術協会所属で、同協会理事。浜松市やらまいか大使。出囃子は「鯉つかみ」。

五瓜に唐花

## 経歴
浜松市立広沢小学校、浜松市立蜆塚中学校、静岡県立浜松西高等学校、明治大学農学部卒業。
1975年4月、八代目春風亭小柳枝に入門、前座名柳若。 1977年2月に大師匠の五代目春風亭柳昇門下となる。
1980年2月、三笑亭小夢と共に二ツ目昇進、それに伴い春風亭愛橋と改名。
1983年、「NHK新人落語コンクール　最優秀賞受賞。演目は「粗忽の使者」。1984年、「国立演芸場花形若手落語会」金賞受賞。演目は犬の目 。1985年、「第5回 国立演芸場若手落語会金賞銀賞の集い」大賞受賞。演目は「味噌蔵」。1988年度 「にっかん飛切落語会」若手落語家奨励賞受賞。1989年度「にっかん飛切落語会」若手落語家奨励賞受賞。
1990年5月、桂幸丸と共に真打昇進。春風亭鯉昇となる。1996年、「51回文化庁芸術祭」優秀賞受賞。演目は「二番煎じ」「時そば」 。
2005年1月、亭号を改め「瀧川鯉昇」となる。

## 芸歴
- 1975年4月：八代目春風亭小柳枝に入門、前座名「柳若」。
- 1977年1月：五代目春風亭柳昇門下へ移籍。
- 1980年2月：二ツ目昇進、「愛橋」と改名。
- 1990年5月：真打昇進、「春風亭鯉昇」と改名。
- 2005年1月：「瀧川鯉昇」と改名。

## 人物

### 入門以前
- 落語家の登龍亭獅篭は中学校の後輩にあたる。お互いの実家は300mほどしか離れていない[2]。また、獅篭の実家の隣家の理髪店の幼なじみだった娘の子どもが柳家緑助である[3]。
- 静岡県立浜松西高等学校では演劇部に在籍[4]。同時に浜松放送劇団にも所属[5]。演劇部では、1年の時に先輩の斉木しげる（当時早稲田大学）からスウェーデン体操の指導を受けている[6]。
- 演劇部で落語を披露したことがきっかけで落語に興味を持つようになった。東京に出て、役者か噺家になることが夢であった鯉昇は勉強はせず、成績はクラス50人中49番（50番目の生徒は病欠）であったが、高校3年の夏、俳優か噺家になるために上京するには両親を説得できるだけの理由が必要であることに気が付き、東京にある大学を受験するために「猛勉強」を始める。その結果、明治大学農学部に合格する（倍率は1.01で鯉昇は補欠入学）。
- 当時の日本では学生運動が盛んで学生同士の仲間意識が強く、「一緒に入学したんだから一緒に卒業しよう」という雰囲気があり、カンニングをする生徒が少なくなかった。しかし、当時のカンニングは「出来の悪い生徒が盗み見する」ものではなく、「出来のよい生徒が答案用紙を見せびらかす」ものであり、視力の良かった鯉昇はその恩恵にあずかり大学を卒業する（レポートなどは質より量でごまかした）。
- 学生時代は名門である明治大学落語研究会に所属[注 2]していたが、部室へ近道をしようとして、その部室の下にある石垣を風呂敷を背負って登っていたところを警察官に見つかり、泥棒と間違われた鯉昇は自らの無実を晴らそうとしてその警察官と共に部室を訪れた。このことを咎められ、入部して2ヶ月足らずでクビになった（学生運動が盛んであった当時では、国家権力である警察官を大学の構内に招き入れることはタブーであった）。
- 大学卒業後、鯉昇は役者になるか噺家になるかを決められないでいたが、大学の先輩で役者になった者がおり、その人物が劇的に痩せ細っていく様を見て、噺家になることを決意をする[7][8]。

### 入門
- 知人の紹介で八代目春風亭小柳枝に入門を願い出ようと寄席に訪れた鯉昇であったが、すでに小柳枝は高座を終え、どこかに行ってしまっていた（鯉昇曰く、小柳枝は鯉昇が来ることを知っていたはずであるが、どうやら忘れてしまっていたらしい）。楽屋で小柳枝の居場所を尋ねると、「近所の呑み屋に居るのではないか」と言われた鯉昇がその呑み屋に行ってみると、小柳枝はすでに酔っ払っており、しかも他の酔っ払いと喧嘩をしていた。鯉昇はその場を何とか収めたが、その後、なぜか小柳枝と共に呑み屋を3軒呑み歩き、小柳枝の家で一泊する。翌日の朝、鯉昇は起きてきた小柳枝に、「お前、誰だ?」と言われてしまう。そこで鯉昇は、正式に入門を願い出るが、小柳枝はこれを断る。
- 何度も寄席に訪ねてくる鯉昇に困り果てた小柳枝は、自分の大師匠[注 3]である春風亭柳橋に相談するが「お前に弟子がとれるわけないだろう」と怒られてしまう。そこで小柳枝は鯉昇に対し、別の師匠を紹介することにした。しかし、鯉昇はその師匠に会う直前、落語「ちりとてちん」に出てくるような腐った豆腐を食べた。当時下宿で友人達と飲んでいる時に友人に「いや、こういうのはね男だったらこれぐらいペロッと食べる度胸がなきゃ・・・あ、そうだお前芸人になったんだからね。芸人はこのぐらいの物をね、はらぁ駄目だよ。これからもっと色んな事があるんだからな、これ食えねぇようじゃ辞めた方が良いよ」と言われて「冗談じゃねぇ」と、一気に食べた。味は酒で麻痺していて分からなかった。また腐った豆腐を食べた事も酒を飲んでいる時だった為、覚えておらず症状が出ても暫く原因が分からなかった。3日にわたり40度の熱でうなされ、タオルのような軽いものまでも持ち上げられないほどに衰弱し、その後約2ヶ月の間、温泉で療養することになった。結局、自分の新しい師匠になるはずだった人物と会うことはなかった。
- それを見かねた小柳枝は、「じゃあいいや、そのまま居ろ」との理由で鯉昇の入門を許可する。鯉昇が初めて小柳枝に入門を願い出てから約1年半後、ようやく寄席に（弟子として）出入り出来るようになった[9][10]。

### 亭号
- 「瀧川」という亭号は元々、音曲師の初代瀧川鯉かんが滑稽本作者の滝亭鯉丈と知り合ったことをきっかけとして名乗り始めたものである（それ以前の名前は不明）。鯉昇は昭和初期から途絶えていたこの亭号を継ぎ、現在は瀧川一門を率いるに至っている。上記にあるように、過去に瀧川鯉昇を名乗った噺家は数人確認されているものの、その代数は数えられていない。落語ファンの一部には将来、鯉昇に鯉かんの名前を継いでほしいと願うものもいる。
- 噺家の昇進・改名に伴うお披露目会などでは莫大な費用がかかる上、頭を下げた姿勢を長時間保たなければならず、金銭的、肉体的、そして精神的にもつらいものである。それを熟知している鯉昇は、自らの改名をできるだけ誰にも知られないように行うために、まず自分の弟子たちに瀧川を名乗らせ、その数年後、当時の一門の中で最後に「ついでに、こっそりと」亭号を改めた（最初に改名してしまうと目立ってしまうため）。
- 「瀧川鯉昇」という名前自体は瀧川派の歴史上、それほど有名な名跡ではなかったが、当代の鯉昇の人気のおかげで広く知られることになった。また、鯉朝や鯉橋といった瀧川派の中で知名度の高い名跡を本人はあえて名乗らず、弟子に与えてしまうところからも、鯉昇の飄々とした性格を垣間見ることができる[11]。

### その他
- 女性のファンが多く、師匠柳昇のファンの女性達が「柳昇ギャルズ」と呼ばれていたように、鯉昇のファンの女性は「鯉昇ギャルズ」と呼ばれている[12]。

## 受賞歴
- 1983年：NHK新人落語コンクール最優秀賞
- 1985年：国立演芸場金賞銀賞のつどい大賞
- 1986年：にっかん飛切落語会奨励賞
- 1987年：にっかん飛切落語会奨励賞
- 1996年：文化庁芸術祭優秀賞

## 一門弟子

### 真打
- 瀧川鯉朝 - 師匠春風亭柳昇死去に伴い移籍
- 春風亭鯉枝
- 瀧川鯉太
- 十代目春風亭傳枝
- 瀧川鯉橋
- 瀧川鯉斗
- 瀧川鯉八
- 春風亭柳雀
- 春風亭鯉づむ
- 瀧川鯉丸

### 二ツ目
- 瀧川鯉白
- 瀧川鯉舟
- 瀧川鯉三郎

### 預かり
- 玉川奈々福（浪曲） - 2024年5月入会[13][14]

### 廃業
- 瀧川鯉輪 - 1980年3月15日生まれ石川県出身。本名佐藤 広。出囃子は「黄色いリボン」。新聞社勤務を経て2010年10月瀧川鯉○と共に前座となり「鯉和」、2015年3月二ツ目昇進「鯉輪」。2020年2月廃業。
- 瀧川鯉ん - 1979年7月23日生まれ長崎県出身。本名藤本 安也。出囃子は「大江戸出世小唄」。漫才を経て2011年9月入門「鯉ん」、2016年4月、立川吉幸、瀧川鯉白と共に二ツ目昇進。2020年2月廃業。

## メディア

### CD
- 「瀧川鯉昇1」（「宿屋の富」、「ちりとてちん」、おまけトラック「先代小柳枝を語る」を収録）2005年11月、ワザオギ
- 「瀧川鯉昇2」（「時そば」、「佃祭」、おまけトラック「先代小柳枝を語るPart2」を収録）2007年6月、ワザオギ
- 「瀧川鯉昇3」（「明烏」、「長屋の花見」、おまけトラック「鯉昇ギャグの奥義を語る」を収録）2008年5月、ワザオギ
- 「瀧川鯉昇4」  (「鰻屋」「二番煎じ」）2009年11月、ワザオギ
- 「新潮落語倶楽部その4　 瀧川鯉昇」（「古新聞」「家見舞」「粗忽の釘」）2011年11月、ポニーキャニオン
- 「瀧川鯉昇  たきのぼり１」(2枚組、「御神酒徳利」「犬の目」「日和違い」「宿屋の仇討」）2016年10月、キントトレコード／落語くらぶ（ミュージック・テイト）
- 「瀧川鯉昇  たきのぼり２」(2枚組、「千早ふる」「船徳」「蕎麦処ベートーベン」「茶の湯」）2018年12月、キントトレコード／落語くらぶ（ミュージック・テイト）

### DVD
- 新宿亭砥寄席 その壱 三遊亭王楽「首提灯」/ 瀧川鯉昇「へっつい幽霊」（キングレコード、2011年9月）
- 本格 本寸法 ビクター落語会 瀧川鯉昇 其の壱 （船徳、蒟蒻問答）（ビクター、2013年8月）
- 本格 本寸法 ビクター落語会 瀧川鯉昇 其の弐 （味噌蔵、御神酒徳利）（ビクター、2013年10月）
- 落語の極 平成名人10人衆 瀧川鯉昇 （宿屋の富、時そば）（ポニーキャニオン、2009年8月）
- 瀧川鯉昇落語集「蕎麦処ベートーベン」「芝浜」（竹書房、2013年3月）
- 瀧川鯉昇落語集「千早ふる」「質屋庫」 （竹書房、2013年2月）

### 映画
- 必死剣 鳥刺し（2010年7月10日、平山秀幸監督、東映） - 安西直弥
- ハラがコレなんで（2011年11月5日、石井裕也監督、ショウゲート）
- ツユクサ（2022年4月29日、平山秀幸監督、東京テアトル） - 潮田欽三[15]
- 二つ目物語「幽霊指南」（2022年6月24日、林家しん平監督、クロスロード） - 揖保家蝦蟇太郎

### テレビ
- ○ごとＸ（2001年10月-2003年3月、静岡第一テレビ）
- 土曜＋１ zabu-1グランプリ（副音声）（2020年1月11日・18日、2021年1月30日、2022年1月29日、2023年2月4日、BSフジ）
- 川のほとりで episode3 (2021年4月16日、WOWOW） - 桜井
- 笑点 - (2022年8月14日、日本テレビ）- 大喜利ゲスト（三遊亭円楽の代打）

### ラジオ
- SHIBA-HAMAラジオ（2019年2月6日、文化放送）
- 高田文夫のラジオビバリー昼ズ（2022年5月13日、ニッポン放送）
- 小痴楽の楽屋ぞめき（2023年10月22日、NHKラジオ第一）

### Web CM
- ＳＭＢＣ日興証券　ライフプランシミュレーション「One・PIT」（2019年)

### 著書
- 瀧川鯉昇一門写真集（撮影：東京るまん℃、2011年）[16]
- 鯉のぼりの御利益　ふたりの師匠に導かれた芸道　(東京かわら版新書、2016年7月）